# لن کارنی
لن کارنی (انگلیسی: Len Carney; ۳۰ مهٔ ۱۹۱۵ – ۱۹۹۶ (۸۰−۸۱ سال)) بازیکن فوتبال اهل بریتانیا بود.
از باشگاه‌هایی که در آن بازی کرده‌است می‌توان به باشگاه فوتبال لیورپول، باشگاه فوتبال مارین، و باشگاه فوتبال لیورپول اشاره کرد.